# Septemvri
Septemvri (búlgaro:Септември) é uma cidade da Bulgária, localizada no distrito de Pazardzhik. A sua população era de 8,422 habitantes segundo o censo de 2010.

## População
| Septemvri | Septemvri | Septemvri | Septemvri | Septemvri | Septemvri | Septemvri | Septemvri | Septemvri | Septemvri | Septemvri | Septemvri | Septemvri | Septemvri | Septemvri | Septemvri | Septemvri | Septemvri | Septemvri | Septemvri |
| --- | --------- | --------- | --------- | --------- | --------- | --------- | --------- | --------- | --------- | --------- | --------- | --------- | --------- | --------- | --------- | --------- | --------- | --------- | --------- |
| Ano | 1887      | 1910      | 1934      | 1946      | 1956      | 1965      | 1975      | 1985      | 1992      | 2001      | 2002      | 2003      | 2004      | 2005      | 2006      | 2007      | 2008      | 2009      | 2010      |
| População |           |           |           | …         | …         | 7,479     | 8,076     | 9,068     | 9,361     | 9,005     | 8,937     | 8,927     | 8,812     | 8,732     | 8,631     | 8,573     | 8,513     | 8,468     | 8,422     |
| Fontes: Instituto Nacional de Estatísticas, „citypopulation.de“, „pop-stat.mashke.org“, Bulgarian Academy of Sciences |           |           |           |           |           |           |           |           |           |           |           |           |           |           |           |           |           |           |           |